# Couvent San Esteban
 (août 2022).
Le couvent de San Esteban est un couvent dominicain situé sur la place du Concile de Trente à Salamanque.

## Histoire
Les Dominicains se sont installés à Salamanque en 1255 ou 1256. Un premier couvent a été construit sur le site actuel avant d'être détruit pour laisser place à l'édifice actuel, dont la construction a commencé en 1524 à l'initiative du cardinal Juan Álvarez de Toledo. Elle se termine en 1610.
Le couvent a été un centre important durant la Contre-Réforme, il vit notamment la création de l'École de Salamanque, dirigée par Francisco de Vitoria et comptant parmi ses rangs Thérèse d'Avila et Ignace de Loyola.
En 1880, lors des expulsions des communautés de religieux en France, le couvent de San Esteban a accueilli les frères du couvent de Saint-Maximin et tout particulièrement les frères en formation dont le Père Lagrange (fondateur de l'École biblique et archéologique française de Jérusalem).

## Architecture

### Façade
La façade comprend le portail de l'église et celui du couvent adjacent. Elle est un exemple renommé de style Plateresque, style architectural de transition entre l'art gothique et la Renaissance.
Le tympan abrite un bas-relief exécuté par Juan Antonio Ceroni au début du XVIIe siècle, il représente le calvaire et le martyre de Saint Étienne.
Le portique a été réalisé par Juan de Ribero Rada entre 1590 et 1592.

### Église conventuelle
L'architecte Juan de la Alva a dessiné les plans de l'église de San Esteban qui forme une partie de l'édifice. Dotée d'une seule nef, ses dimensions sont de 84 mètres en longueur et 14,5 mètres en largeur pour une hauteur sous arche de 27 mètres.
L'église est notamment célèbre pour le retable de style baroque qui orne l'autel, œuvre de José Benito Churriguera.

### Cloître
Le cloître a été conçu par Martín de Santiago, un des frères du couvent.

## Protection
Le couvent fait l’objet d’un classement en Espagne au titre de bien d'intérêt culturel depuis le 3 août 1890.